# Sidnie Manton
Sidnie Milana Manton (Londen, 4 mei 1902 – aldaar, 2 januari 1979) was een Brits zoöloog. Ze is bekend vanwege haar onderzoek naar geleedpotigen.

## Biografie
Sidnie Manton werd geboren op 4 mei 1902 als dochter van George Sidney Frederick Manton en Milana Angele Terese. Op jonge leeftijd hield ze zich bezig met het tekenen van planten, dieren en paddenstoelen. Op dertien/veertienjarige leeftijd was ze in staat om accurate en correcte tekeningen van vlinders te maken. Doordat ze veel ervaring opdeed met het nauwkeurig tekenen van soorten was ze later in staat om haar eigen publicaties te illustreren. 
Van 1906 tot en met 1917 ging ze naar het Froebel Educational Institute gelegen in het Londense district Kensington. Daar raakte ze bevriend met de docent Rosalie Lulham die haar interesse voor biologie vergrootte. In 1917 maakte Manton de overstap naar St Paul’s Girls’ School in Hammersmith. In 1921 kreeg ze een beurs voor het Girton College te Cambridge waar ze gedurende vier jaar een universitaire studie volgde die ze bekostigde met diverse beurzen. Tijdens haar studie legde ze zich de eerste helft toe op de botanie, zoölogie en fysiologie. De tweede helft vooral op de zoölogie. Na deze studie bracht ze een jaar door aan het Imperial College. In 1926 keerde ze weer terug naar Cambridge waarna ze in 1927 aan de slag ging als de assistent van de hoogleraar vergelijkende anatomie  John Stanley Gardiner. Ze behaalde in 1928 de graad Doctor of Philosophy.
In 1928 maakte ze een studiereis naar Tasmanië waar ze onderzoek deed naar primitieve schaaldieren uit de geslachten Anaspides en Paranaspides. Daarna reisde ze door naar Queensland waar ze aanhaakte bij een expeditie naar het Groot Barrièrerif. Deze expeditie duurde in totaal dertien maanden waarvan er nog vier over waren toen Manson aanhaakte. Na deze expeditie keerde ze weer terug naar Cambridge waar ze zich bezighield met lesgeven, practica en het verrichten van onderzoek. In die periode schreef ze samen met John Tennant Saunders A Manual of Practical Vertebrate Morphology; een werk over de anatomie van ongewervelde dieren dat in 1931 voor het eerst uitgegeven werd. In 1935 behaalde ze de graad Doctor of Science. Datzelfde jaar werd ze benoemd tot Director of Studies van Girton College. Deze positie vervulde ze tot en met 1942. Daarna was tot en met 1945 als docent verbonden aan het college gevolgd door een periode van drie jaar als onderzoeker. Ze trouwde in 1937 met John Philip Harding.
In 1948 werd ze lid van de Royal Society. Ze maakte in 1949 de overstap naar King's College waar ze een aanstelling als reader kreeg toebedeeld en bleef als zodanig werkzaam tot en met 1960. In 1963 ontving ze de Linnean Medal en in 1977 de Frink medal van de Zoological Society of London. Ook ontving ze een eredoctoraat van de Universiteit van Lund.
Ze overleed op 2 januari 1979 in het ziekenhuis aan de gevolgen van artritis.

## Publicaties (selectie)
- (1932). On the growth of the adult colony of Pocillopora bulbosa., British Museum
- (1940). On Two New Species of the Hydroid Myriothela ... With four plates and nine text figures, Londen
- (1963).Speciation in the sea : a symposium, Londen: The Systematics Association
- (1964). Mandibular mechanisms and the evolution of arthropods, Londen : Royal Society of London
- (1971). Colourpoint, Himalayan and Longhair Cats
- (1977). The Arthropoda: Habits, Functional Morphology and Evolution